# Marum (Westerkwartier)
Pour les articles homonymes, voir Marum (Vanuatu) et Marum (homonymie).
Marum (en groningois : Moarum, en frison :  Mearum) est un village de la commune néerlandaise de Westerkwartier, situé dans la province de Groningue.

## Géographie
Le village est situé à 20 km au sud-ouest de Groningue, près de la limite avec la Frise.

## Histoire
Le nom provient des mots mare et heim et signifie « lieu sur l'eau ». Jusqu'au début du XXe siècle, le village était principalement tourné vers l'extraction de la tourbe.
Une liaison ferroviaire avec Groningue et Drachten, ouverte en 1913, a fonctionné pour le transport des voyageurs jusqu'en 1948, date à laquelle elle a été réservée aux marchandises avant d'être fermée en 1985.
Marum constitue la principale localité et le chef-lieu de la commune homonyme avant le 1er janvier 2019, date à laquelle elle fusionne avec Grootegast, Leek et Zuidhorn, ainsi qu'avec une partie de celle de Winsum, pour former la nouvelle commune de Westerkwartier.

## Population et société

### Démographie
En 2018, le village comptait 5 843 habitants.

### Langues
Une partie de la population, surtout parmi les plus âgés, parle le westerkwartiers, qui est le dialecte groningois de l'ouest de la province. En outre, en raison de la proximité avec la Frise, le frison est aussi parlé mais cette langue n'a pas de caractère officiel.

## Culture et patrimoine
L'église réformée est l'une des plus anciennes construites en briques de la province. Le chœur date de la seconde moitié du XIIe siècle, cependant que la nef remonte au XIIIe siècle. L'édifice a fait l'objet d'une importante rénovation en 1770 et a été restauré en 1964 et 2003.